# Beta Scuti
Beta Scuti (24 Scuti) é uma estrela na direção da Scutum. Possui uma ascensão reta de 18h 47m 10.48s e uma declinação de −04° 44′ 52.2″. Sua magnitude aparente é igual a 4.22. Considerando sua distância de 689 anos-luz em relação à Terra, sua magnitude absoluta é igual a −2.41. Pertence à classe espectral G5II....